# Pseudorectes
Genre
Pseudorectes est un genre de passereaux de la famille des Pachycephalidae. Il comprend deux espèces de pitohuis.

## Répartition
Ce genre se trouve à l'état naturel en Nouvelle Guinée,.

## Liste alphabétique des espèces
Selon la classification de référence du Congrès ornithologique international (version 8.2, 2018) :
- Pseudorectes ferrugineus (Bonaparte, 1850) — Pitohui rouilleux, Pitohui unicolore, Siffleur ferrugineux
  - Pseudorectes ferrugineus brevipennis (Hartert, 1896)
  - Pseudorectes ferrugineus clarus (Meyer, AB, 1894)
  - Pseudorectes ferrugineus ferrugineus (Bonaparte, 1850)
  - Pseudorectes ferrugineus holerythrus (Salvadori, 1878)
  - Pseudorectes ferrugineus leucorhynchus (Gray, GR, 1862)
- Pseudorectes incertus (van Oort, 1909) — Pitohui à poitrine tachetée, Pitohui à ventre clair, Siffleur à ventre clair